# Tour du Pays basque 2017
La 57e édition du Tour du Pays basque a lieu du 3 au 8 avril 2017. Elle fait partie du calendrier UCI World Tour 2017 en catégorie 2.UWT.

## Équipes
| WorldTeams (18)- AG2R La Mondiale - Astana - Bahrain-Merida - Bora-Hansgrohe - Cannondale-Drapac - Dimension Data - FDJ - Katusha-Alpecin - Lotto-Soudal - Lotto NL-Jumbo - Movistar Team - Orica-Scott - Quick-Step Floors - Sky - Team Sunweb - Trek-Segafredo - UAE Team Emirates - BMC Racing Team Équipes continentales professionnelles (2)- Caja Rural-Seguros RGA - Cofidis, Solutions Crédits |
| |

## Étapes
| Étape     | Date   | Villes étapes              | type                        | Distance (km) | Vainqueur d'étape  | Leader du classement général |
| --------- | ------ | -------------------------- | --------------------------- | ------------- | ------------------ | ---------------------------- |
| 1re étape | 3 avr. | Pampelune – Vallée d'Egüés | étape vallonnée             | 153,3         | Michael Matthews   | Michael Matthews             |
| 2e étape  | 4 avr. | Pampelune – Elciego        | étape de moyenne montagne   | 173,4         | Michael Albasini   | Michael Matthews             |
| 3e étape  | 5 avr. | Vitoria-Gasteiz – Donostia | étape de moyenne montagne   | 160,5         | David de la Cruz   | David de la Cruz             |
| 4e étape  | 6 avr. | Donostia – Bilbao          | étape de moyenne montagne   | 174,1         | Primož Roglič      | David de la Cruz             |
| 5e étape  | 7 avr. | Bilbao – Eibar             | étape de montagne           | 139,8         | Alejandro Valverde | Alejandro Valverde           |
| 6e étape  | 8 avr. | Eibar – Eibar              | contre-la-montre individuel | 27,7          | Primož Roglič      | Alejandro Valverde           |

## Déroulement de la course

### 1reétape
| Classement | Classement          | Classement  | Classement        | Classement        |
|            | Coureur             | Pays        | Équipe            | Temps             |
| ---------- | ------------------- | ----------- | ----------------- | ----------------- |
| 1er        | Michael Matthews    | Australie   | Sunweb            | en 3 h 45 min 7 s |
| 2e         | Jay McCarthy        | Australie   | Bora-Hansgrohe    | + 0 s             |
| 3e         | Simon Gerrans       | Australie   | Orica-Scott       | + 0 s             |
| 4e         | Jhonatan Restrepo   | Colombie    | Katusha-Alpecin   | + 0 s             |
| 5e         | Sean De Bie         | Belgique    | Lotto-Soudal      | + 0 s             |
| 6e         | Maximiliano Richeze | Argentine   | Quick-Step Floors | + 0 s             |
| 7e         | Rigoberto Urán      | Colombie    | Cannondale-Drapac | + 0 s             |
| 8e         | Anthony Roux        | France      | FDJ               | + 0 s             |
| 9e         | Ben Swift           | Royaume-Uni | UAE Emirates      | + 0 s             |
| 10e        | Gregor Mühlberger   | Autriche    | Bora-Hansgrohe    | + 0 s             |
| modifier   |                     |             |                   |                   |

| \| Classement général \| Classement général \| Classement général \| Classement général \| Classement général \| \| Coureur \| Coureur \| Pays \| Équipe \| Temps \| \| ------------------ \| ------------------- \| ------------------ \| ------------------ \| ------------------ \| \| 1er \| Michael Matthews \| Australie \| Team Sunweb \| 3 h 45 min 07 s \| \| 2e \| Jay McCarthy \| Australie \| Bora-Hansgrohe \| + 0 s \| \| 3e \| Simon Gerrans \| Australie \| Orica-Scott \| + 0 s \| \| 4e \| Jhonatan Restrepo \| Colombie \| Katusha-Alpecin \| + 0 s \| \| 5e \| Sean De Bie \| Belgique \| Lotto-Soudal \| + 0 s \| \| 6e \| Maximiliano Richeze \| Argentine \| Quick-Step Floors \| + 0 s \| \| 7e \| Rigoberto Urán \| Colombie \| Cannondale-Drapac \| + 0 s \| \| 8e \| Anthony Roux \| France \| FDJ \| + 0 s \| \| 9e \| Ben Swift \| Royaume-Uni \| UAE Team Emirates \| + 0 s \| \| 10e \| Gregor Mühlberger \| Autriche \| Bora-Hansgrohe \| + 0 s \| |                     |             |                   |                 |
| |                     |             |                   |                 |
| Source : ProCyclingStats |                     |             |                   |                 |
| Classement général |                     |             |                   |                 |
| Coureur | Coureur             | Pays        | Équipe            | Temps           |
| 1er | Michael Matthews    | Australie   | Team Sunweb       | 3 h 45 min 07 s |
| 2e | Jay McCarthy        | Australie   | Bora-Hansgrohe    | + 0 s           |
| 3e | Simon Gerrans       | Australie   | Orica-Scott       | + 0 s           |
| 4e | Jhonatan Restrepo   | Colombie    | Katusha-Alpecin   | + 0 s           |
| 5e | Sean De Bie         | Belgique    | Lotto-Soudal      | + 0 s           |
| 6e | Maximiliano Richeze | Argentine   | Quick-Step Floors | + 0 s           |
| 7e | Rigoberto Urán      | Colombie    | Cannondale-Drapac | + 0 s           |
| 8e | Anthony Roux        | France      | FDJ               | + 0 s           |
| 9e | Ben Swift           | Royaume-Uni | UAE Team Emirates | + 0 s           |
| 10e | Gregor Mühlberger   | Autriche    | Bora-Hansgrohe    | + 0 s           |

### 2eétape
| Classement | Classement          | Classement | Classement        | Classement         |
|            | Coureur             | Pays       | Équipe            | Temps              |
| ---------- | ------------------- | ---------- | ----------------- | ------------------ |
| 1er        | Michael Albasini    | Suisse     | Orica-Scott       | en 4 h 35 min 22 s |
| 2e         | Maximiliano Richeze | Argentine  | Quick-Step Floors | + 0 s              |
| 3e         | Sean De Bie         | Belgique   | Lotto-Soudal      | + 0 s              |
| 4e         | Michael Matthews    | Australie  | Sunweb            | + 0 s              |
| 5e         | Paul Martens        | Allemagne  | Lotto NL-Jumbo    | + 0 s              |
| 6e         | Matej Mohorič       | Slovénie   | UAE Emirates      | + 0 s              |
| 7e         | Alejandro Valverde  | Espagne    | Movistar          | + 0 s              |
| 8e         | Rudy Molard         | France     | FDJ               | + 0 s              |
| 9e         | Manuele Mori        | Italie     | UAE Emirates      | + 0 s              |
| 10e        | Michał Kwiatkowski  | Pologne    | Sky               | + 0 s              |
| modifier   |                     |            |                   |                    |

| \| Classement général \| Classement général \| Classement général \| Classement général \| Classement général \| \| Coureur \| Coureur \| Pays \| Équipe \| Temps \| \| ------------------ \| ------------------- \| ------------------ \| ------------------ \| ------------------ \| \| 1er \| Michael Matthews \| Australie \| Team Sunweb \| 8 h 20 min 29 s \| \| 2e \| Maximiliano Richeze \| Argentine \| Quick-Step Floors \| + 0 s \| \| 3e \| Sean De Bie \| Belgique \| Lotto-Soudal \| + 0 s \| \| 4e \| Michael Schwarzmann \| Allemagne \| Bora-Hansgrohe \| + 0 s \| \| 5e \| Alejandro Valverde \| Espagne \| Movistar Team \| + 0 s \| \| 6e \| Jay McCarthy \| Australie \| Bora-Hansgrohe \| + 0 s \| \| 7e \| Matej Mohorič \| Slovénie \| UAE Team Emirates \| + 0 s \| \| 8e \| Patrick Konrad \| Autriche \| Bora-Hansgrohe \| + 0 s \| \| 9e \| Michał Kwiatkowski \| Pologne \| Team Sky \| + 0 s \| \| 10e \| Anthony Roux \| France \| FDJ \| + 0 s \| |                     |           |                   |                 |
| |                     |           |                   |                 |
| Source : ProCyclingStats |                     |           |                   |                 |
| Classement général |                     |           |                   |                 |
| Coureur | Coureur             | Pays      | Équipe            | Temps           |
| 1er | Michael Matthews    | Australie | Team Sunweb       | 8 h 20 min 29 s |
| 2e | Maximiliano Richeze | Argentine | Quick-Step Floors | + 0 s           |
| 3e | Sean De Bie         | Belgique  | Lotto-Soudal      | + 0 s           |
| 4e | Michael Schwarzmann | Allemagne | Bora-Hansgrohe    | + 0 s           |
| 5e | Alejandro Valverde  | Espagne   | Movistar Team     | + 0 s           |
| 6e | Jay McCarthy        | Australie | Bora-Hansgrohe    | + 0 s           |
| 7e | Matej Mohorič       | Slovénie  | UAE Team Emirates | + 0 s           |
| 8e | Patrick Konrad      | Autriche  | Bora-Hansgrohe    | + 0 s           |
| 9e | Michał Kwiatkowski  | Pologne   | Team Sky          | + 0 s           |
| 10e | Anthony Roux        | France    | FDJ               | + 0 s           |

### 3eétape
| \| Classement de l'étape \| Classement de l'étape \| Classement de l'étape \| Classement de l'étape \| Classement de l'étape \| \| Coureur \| Coureur \| Pays \| Équipe \| Temps \| \| --------------------- \| --------------------- \| --------------------- \| --------------------- \| --------------------- \| \| 1er \| David de la Cruz \| Espagne \| Quick-Step Floors \| 3 h 54 min 25 s \| \| 2e \| Michał Kwiatkowski \| Pologne \| Team Sky \| + 3 s \| \| 3e \| Jay McCarthy \| Australie \| Bora-Hansgrohe \| + 3 s \| \| 4e \| Alejandro Valverde \| Espagne \| Movistar Team \| + 3 s \| \| 5e \| Giovanni Visconti \| Italie \| Bahrain-Merida \| + 3 s \| \| 6e \| Rudy Molard \| France \| FDJ \| + 3 s \| \| 7e \| Diego Ulissi \| Italie \| UAE Team Emirates \| + 3 s \| \| 8e \| Patrick Konrad \| Autriche \| Bora-Hansgrohe \| + 3 s \| \| 9e \| Tosh Van der Sande \| Belgique \| Lotto-Soudal \| + 3 s \| \| 10e \| Warren Barguil \| France \| Team Sunweb \| + 3 s \| |                    |           |                   |                 |
| |                    |           |                   |                 |
| Source : ProCyclingStats |                    |           |                   |                 |
| Classement de l'étape |                    |           |                   |                 |
| Coureur | Coureur            | Pays      | Équipe            | Temps           |
| 1er | David de la Cruz   | Espagne   | Quick-Step Floors | 3 h 54 min 25 s |
| 2e | Michał Kwiatkowski | Pologne   | Team Sky          | + 3 s           |
| 3e | Jay McCarthy       | Australie | Bora-Hansgrohe    | + 3 s           |
| 4e | Alejandro Valverde | Espagne   | Movistar Team     | + 3 s           |
| 5e | Giovanni Visconti  | Italie    | Bahrain-Merida    | + 3 s           |
| 6e | Rudy Molard        | France    | FDJ               | + 3 s           |
| 7e | Diego Ulissi       | Italie    | UAE Team Emirates | + 3 s           |
| 8e | Patrick Konrad     | Autriche  | Bora-Hansgrohe    | + 3 s           |
| 9e | Tosh Van der Sande | Belgique  | Lotto-Soudal      | + 3 s           |
| 10e | Warren Barguil     | France    | Team Sunweb       | + 3 s           |

| \| Classement général \| Classement général \| Classement général \| Classement général \| Classement général \| \| Coureur \| Coureur \| Pays \| Équipe \| Temps \| \| ------------------ \| ------------------ \| ------------------ \| ------------------ \| ------------------ \| \| 1er \| David de la Cruz \| Espagne \| Quick-Step Floors \| 12 h 14 min 54 s \| \| 2e \| Jay McCarthy \| Australie \| Bora-Hansgrohe \| + 3 s \| \| 3e \| Alejandro Valverde \| Espagne \| Movistar Team \| + 3 s \| \| 4e \| Michał Kwiatkowski \| Pologne \| Team Sky \| + 3 s \| \| 5e \| Patrick Konrad \| Autriche \| Bora-Hansgrohe \| + 3 s \| \| 6e \| Rudy Molard \| France \| FDJ \| + 3 s \| \| 7e \| Tosh Van der Sande \| Belgique \| Lotto-Soudal \| + 3 s \| \| 8e \| Luis León Sánchez \| Espagne \| Astana \| + 3 s \| \| 9e \| Romain Bardet \| France \| AG2R La Mondiale \| + 3 s \| \| 10e \| Rubén Fernández \| Espagne \| Movistar Team \| + 3 s \| |                    |           |                   |                  |
| |                    |           |                   |                  |
| Source : ProCyclingStats |                    |           |                   |                  |
| Classement général |                    |           |                   |                  |
| Coureur | Coureur            | Pays      | Équipe            | Temps            |
| 1er | David de la Cruz   | Espagne   | Quick-Step Floors | 12 h 14 min 54 s |
| 2e | Jay McCarthy       | Australie | Bora-Hansgrohe    | + 3 s            |
| 3e | Alejandro Valverde | Espagne   | Movistar Team     | + 3 s            |
| 4e | Michał Kwiatkowski | Pologne   | Team Sky          | + 3 s            |
| 5e | Patrick Konrad     | Autriche  | Bora-Hansgrohe    | + 3 s            |
| 6e | Rudy Molard        | France    | FDJ               | + 3 s            |
| 7e | Tosh Van der Sande | Belgique  | Lotto-Soudal      | + 3 s            |
| 8e | Luis León Sánchez  | Espagne   | Astana            | + 3 s            |
| 9e | Romain Bardet      | France    | AG2R La Mondiale  | + 3 s            |
| 10e | Rubén Fernández    | Espagne   | Movistar Team     | + 3 s            |

### 4eétape
| \| Classement de l'étape \| Classement de l'étape \| Classement de l'étape \| Classement de l'étape \| Classement de l'étape \| \| Coureur \| Coureur \| Pays \| Équipe \| Temps \| \| --------------------- \| --------------------- \| --------------------- \| --------------------- \| --------------------- \| \| 1er \| Primož Roglič \| Slovénie \| LottoNL-Jumbo \| 4 h 23 min 46 s \| \| 2e \| Michael Matthews \| Australie \| Team Sunweb \| + 3 s \| \| 3e \| Giovanni Visconti \| Italie \| Bahrain-Merida \| + 3 s \| \| 4e \| Michał Kwiatkowski \| Pologne \| Team Sky \| + 3 s \| \| 5e \| Simon Yates \| Royaume-Uni \| Orica-Scott \| + 3 s \| \| 6e \| Patrick Konrad \| Autriche \| Bora-Hansgrohe \| + 3 s \| \| 7e \| Rudy Molard \| France \| FDJ \| + 3 s \| \| 8e \| Diego Ulissi \| Italie \| UAE Team Emirates \| + 3 s \| \| 9e \| Emanuel Buchmann \| Allemagne \| Bora-Hansgrohe \| + 3 s \| \| 10e \| Alejandro Valverde \| Espagne \| Movistar Team \| + 3 s \| |                    |             |                   |                 |
| |                    |             |                   |                 |
| Source : ProCyclingStats |                    |             |                   |                 |
| Classement de l'étape |                    |             |                   |                 |
| Coureur | Coureur            | Pays        | Équipe            | Temps           |
| 1er | Primož Roglič      | Slovénie    | LottoNL-Jumbo     | 4 h 23 min 46 s |
| 2e | Michael Matthews   | Australie   | Team Sunweb       | + 3 s           |
| 3e | Giovanni Visconti  | Italie      | Bahrain-Merida    | + 3 s           |
| 4e | Michał Kwiatkowski | Pologne     | Team Sky          | + 3 s           |
| 5e | Simon Yates        | Royaume-Uni | Orica-Scott       | + 3 s           |
| 6e | Patrick Konrad     | Autriche    | Bora-Hansgrohe    | + 3 s           |
| 7e | Rudy Molard        | France      | FDJ               | + 3 s           |
| 8e | Diego Ulissi       | Italie      | UAE Team Emirates | + 3 s           |
| 9e | Emanuel Buchmann   | Allemagne   | Bora-Hansgrohe    | + 3 s           |
| 10e | Alejandro Valverde | Espagne     | Movistar Team     | + 3 s           |

| \| Classement général \| Classement général \| Classement général \| Classement général \| Classement général \| \| Coureur \| Coureur \| Pays \| Équipe \| Temps \| \| ------------------ \| ------------------ \| ------------------ \| ------------------ \| ------------------ \| \| 1er \| David de la Cruz \| Espagne \| Quick-Step Floors \| 16 h 38 min 43 s \| \| 2e \| Primož Roglič \| Slovénie \| LottoNL-Jumbo \| + 0 s \| \| 3e \| Michał Kwiatkowski \| Pologne \| Team Sky \| + 3 s \| \| 4e \| Alejandro Valverde \| Espagne \| Movistar Team \| + 3 s \| \| 5e \| Patrick Konrad \| Autriche \| Bora-Hansgrohe \| + 3 s \| \| 6e \| Rudy Molard \| France \| FDJ \| + 3 s \| \| 7e \| George Bennett \| Nouvelle-Zélande \| LottoNL-Jumbo \| + 3 s \| \| 8e \| Rubén Fernández \| Espagne \| Movistar Team \| + 3 s \| \| 9e \| Rigoberto Urán \| Colombie \| Cannondale-Drapac \| + 3 s \| \| 10e \| Romain Bardet \| France \| AG2R La Mondiale \| + 3 s \| |                    |                  |                   |                  |
| |                    |                  |                   |                  |
| Source : ProCyclingStats |                    |                  |                   |                  |
| Classement général |                    |                  |                   |                  |
| Coureur | Coureur            | Pays             | Équipe            | Temps            |
| 1er | David de la Cruz   | Espagne          | Quick-Step Floors | 16 h 38 min 43 s |
| 2e | Primož Roglič      | Slovénie         | LottoNL-Jumbo     | + 0 s            |
| 3e | Michał Kwiatkowski | Pologne          | Team Sky          | + 3 s            |
| 4e | Alejandro Valverde | Espagne          | Movistar Team     | + 3 s            |
| 5e | Patrick Konrad     | Autriche         | Bora-Hansgrohe    | + 3 s            |
| 6e | Rudy Molard        | France           | FDJ               | + 3 s            |
| 7e | George Bennett     | Nouvelle-Zélande | LottoNL-Jumbo     | + 3 s            |
| 8e | Rubén Fernández    | Espagne          | Movistar Team     | + 3 s            |
| 9e | Rigoberto Urán     | Colombie         | Cannondale-Drapac | + 3 s            |
| 10e | Romain Bardet      | France           | AG2R La Mondiale  | + 3 s            |

### 5eétape
| \| Classement de l'étape \| Classement de l'étape \| Classement de l'étape \| Classement de l'étape \| Classement de l'étape \| \| Coureur \| Coureur \| Pays \| Équipe \| Temps \| \| --------------------- \| --------------------- \| --------------------- \| --------------------- \| --------------------- \| \| 1er \| Alejandro Valverde \| Espagne \| Movistar Team \| 3 h 26 min 32 s \| \| 2e \| Romain Bardet \| France \| AG2R La Mondiale \| + 0 s \| \| 3e \| Rigoberto Urán \| Colombie \| Cannondale-Drapac \| + 0 s \| \| 4e \| Michael Woods \| Canada \| Cannondale-Drapac \| + 0 s \| \| 5e \| Louis Meintjes \| Afrique du Sud \| UAE Team Emirates \| + 0 s \| \| 6e \| Alberto Contador \| Espagne \| Trek-Segafredo \| + 3 s \| \| 7e \| Ion Izagirre \| Espagne \| Bahrain-Merida \| + 15 s \| \| 8e \| Sergio Henao \| Colombie \| Team Sky \| + 15 s \| \| 9e \| Simon Yates \| Royaume-Uni \| Orica-Scott \| + 15 s \| \| 10e \| David de la Cruz \| Espagne \| Quick-Step Floors \| + 22 s \| |                    |                |                   |                 |
| |                    |                |                   |                 |
| Source : ProCyclingStats |                    |                |                   |                 |
| Classement de l'étape |                    |                |                   |                 |
| Coureur | Coureur            | Pays           | Équipe            | Temps           |
| 1er | Alejandro Valverde | Espagne        | Movistar Team     | 3 h 26 min 32 s |
| 2e | Romain Bardet      | France         | AG2R La Mondiale  | + 0 s           |
| 3e | Rigoberto Urán     | Colombie       | Cannondale-Drapac | + 0 s           |
| 4e | Michael Woods      | Canada         | Cannondale-Drapac | + 0 s           |
| 5e | Louis Meintjes     | Afrique du Sud | UAE Team Emirates | + 0 s           |
| 6e | Alberto Contador   | Espagne        | Trek-Segafredo    | + 3 s           |
| 7e | Ion Izagirre       | Espagne        | Bahrain-Merida    | + 15 s          |
| 8e | Sergio Henao       | Colombie       | Team Sky          | + 15 s          |
| 9e | Simon Yates        | Royaume-Uni    | Orica-Scott       | + 15 s          |
| 10e | David de la Cruz   | Espagne        | Quick-Step Floors | + 22 s          |

| \| Classement général \| Classement général \| Classement général \| Classement général \| Classement général \| \| Coureur \| Coureur \| Pays \| Équipe \| Temps \| \| ------------------ \| ------------------ \| ------------------ \| ------------------ \| ------------------ \| \| 1er \| Alejandro Valverde \| Espagne \| Movistar Team \| 20 h 05 min 18 s \| \| 2e \| Rigoberto Urán \| Colombie \| Cannondale-Drapac \| + 0 s \| \| 3e \| Romain Bardet \| France \| AG2R La Mondiale \| + 0 s \| \| 4e \| Louis Meintjes \| Afrique du Sud \| UAE Team Emirates \| + 0 s \| \| 5e \| Michael Woods \| Canada \| Cannondale-Drapac \| + 0 s \| \| 6e \| Alberto Contador \| Espagne \| Trek-Segafredo \| + 3 s \| \| 7e \| Ion Izagirre \| Espagne \| Bahrain-Merida \| + 15 s \| \| 8e \| Sergio Henao \| Colombie \| Team Sky \| + 15 s \| \| 9e \| David de la Cruz \| Espagne \| Quick-Step Floors \| + 19 s \| \| 10e \| Patrick Konrad \| Autriche \| Bora-Hansgrohe \| + 22 s \| |                    |                |                   |                  |
| |                    |                |                   |                  |
| Source : ProCyclingStats |                    |                |                   |                  |
| Classement général |                    |                |                   |                  |
| Coureur | Coureur            | Pays           | Équipe            | Temps            |
| 1er | Alejandro Valverde | Espagne        | Movistar Team     | 20 h 05 min 18 s |
| 2e | Rigoberto Urán     | Colombie       | Cannondale-Drapac | + 0 s            |
| 3e | Romain Bardet      | France         | AG2R La Mondiale  | + 0 s            |
| 4e | Louis Meintjes     | Afrique du Sud | UAE Team Emirates | + 0 s            |
| 5e | Michael Woods      | Canada         | Cannondale-Drapac | + 0 s            |
| 6e | Alberto Contador   | Espagne        | Trek-Segafredo    | + 3 s            |
| 7e | Ion Izagirre       | Espagne        | Bahrain-Merida    | + 15 s           |
| 8e | Sergio Henao       | Colombie       | Team Sky          | + 15 s           |
| 9e | David de la Cruz   | Espagne        | Quick-Step Floors | + 19 s           |
| 10e | Patrick Konrad     | Autriche       | Bora-Hansgrohe    | + 22 s           |

### 6eétape
| \| Classement de l'étape \| Classement de l'étape \| Classement de l'étape \| Classement de l'étape \| Classement de l'étape \| \| Coureur \| Coureur \| Pays \| Équipe \| Temps \| \| --------------------- \| --------------------- \| --------------------- \| --------------------- \| --------------------- \| \| 1er \| Primož Roglič \| Slovénie \| LottoNL-Jumbo \| 35 min 58 s \| \| 2e \| Alejandro Valverde \| Espagne \| Movistar Team \| + 9 s \| \| 3e \| Ion Izagirre \| Espagne \| Bahrain-Merida \| + 15 s \| \| 4e \| Alberto Contador \| Espagne \| Trek-Segafredo \| + 23 s \| \| 5e \| David de la Cruz \| Espagne \| Quick-Step Floors \| + 34 s \| \| 6e \| Michael Matthews \| Australie \| Team Sunweb \| + 41 s \| \| 7e \| Vasil Kiryienka \| Biélorussie \| Team Sky \| + 52 s \| \| 8e \| Diego Ulissi \| Italie \| UAE Team Emirates \| + 52 s \| \| 9e \| Víctor de la Parte \| Espagne \| Movistar Team \| + 1 min 04 s \| \| 10e \| George Bennett \| Nouvelle-Zélande \| LottoNL-Jumbo \| + 1 min 23 s \| |                    |                  |                   |              |
| |                    |                  |                   |              |
| Source : ProCyclingStats |                    |                  |                   |              |
| Classement de l'étape |                    |                  |                   |              |
| Coureur | Coureur            | Pays             | Équipe            | Temps        |
| 1er | Primož Roglič      | Slovénie         | LottoNL-Jumbo     | 35 min 58 s  |
| 2e | Alejandro Valverde | Espagne          | Movistar Team     | + 9 s        |
| 3e | Ion Izagirre       | Espagne          | Bahrain-Merida    | + 15 s       |
| 4e | Alberto Contador   | Espagne          | Trek-Segafredo    | + 23 s       |
| 5e | David de la Cruz   | Espagne          | Quick-Step Floors | + 34 s       |
| 6e | Michael Matthews   | Australie        | Team Sunweb       | + 41 s       |
| 7e | Vasil Kiryienka    | Biélorussie      | Team Sky          | + 52 s       |
| 8e | Diego Ulissi       | Italie           | UAE Team Emirates | + 52 s       |
| 9e | Víctor de la Parte | Espagne          | Movistar Team     | + 1 min 04 s |
| 10e | George Bennett     | Nouvelle-Zélande | LottoNL-Jumbo     | + 1 min 23 s |

## Classements finals

### Classement général final
| \| Classement général \| Classement général \| Classement général \| Classement général \| Classement général \| \| Coureur \| Coureur \| Pays \| Équipe \| Temps \| \| ------------------ \| ------------------ \| ------------------ \| -------------------------- \| ------------------ \| \| 1er \| Alejandro Valverde \| Espagne \| Movistar Team \| 20 h 41 min 25 s \| \| 2e \| Alberto Contador \| Espagne \| Trek-Segafredo \| + 17 s \| \| 3e \| Ion Izagirre \| Espagne \| Bahrain-Merida \| + 21 s \| \| 4e \| David de la Cruz \| Espagne \| Quick-Step Floors \| + 44 s \| \| 5e \| Primož Roglič \| Slovénie \| LottoNL-Jumbo \| + 59 s \| \| 6e \| Louis Meintjes \| Afrique du Sud \| UAE Team Emirates \| + 1 min 19 s \| \| 7e \| Patrick Konrad \| Autriche \| Bora-Hansgrohe \| + 1 min 40 s \| \| 8e \| Sergio Henao \| Colombie \| Team Sky \| + 1 min 51 s \| \| 9e \| Rigoberto Urán \| Colombie \| Cannondale-Drapac \| + 1 min 56 s \| \| 10e \| Simon Špilak \| Slovénie \| Katusha-Alpecin \| + 2 min 01 s \| \| 11e \| George Bennett \| Nouvelle-Zélande \| LottoNL-Jumbo \| + 2 min 12 s \| \| 12e \| Michael Woods \| Canada \| Cannondale-Drapac \| + 2 min 16 s \| \| 13e \| Emanuel Buchmann \| Allemagne \| Bora-Hansgrohe \| + 2 min 22 s \| \| 14e \| Enric Mas \| Espagne \| Quick-Step Floors \| + 2 min 23 s \| \| 15e \| Romain Bardet \| France \| AG2R La Mondiale \| + 2 min 24 s \| \| 16e \| Warren Barguil \| France \| Team Sunweb \| + 2 min 30 s \| \| 17e \| Nicolas Edet \| France \| Cofidis, Solutions Crédits \| + 2 min 34 s \| \| 18e \| Alexis Vuillermoz \| France \| AG2R La Mondiale \| + 2 min 50 s \| \| 19e \| Sam Oomen \| Pays-Bas \| Team Sunweb \| + 2 min 55 s \| \| 20e \| Giovanni Visconti \| Italie \| Bahrain-Merida \| + 3 min 11 s \| |                    |                  |                            |                  |
| |                    |                  |                            |                  |
| Source : ProCyclingStats |                    |                  |                            |                  |
| Classement général |                    |                  |                            |                  |
| Coureur | Coureur            | Pays             | Équipe                     | Temps            |
| 1er | Alejandro Valverde | Espagne          | Movistar Team              | 20 h 41 min 25 s |
| 2e | Alberto Contador   | Espagne          | Trek-Segafredo             | + 17 s           |
| 3e | Ion Izagirre       | Espagne          | Bahrain-Merida             | + 21 s           |
| 4e | David de la Cruz   | Espagne          | Quick-Step Floors          | + 44 s           |
| 5e | Primož Roglič      | Slovénie         | LottoNL-Jumbo              | + 59 s           |
| 6e | Louis Meintjes     | Afrique du Sud   | UAE Team Emirates          | + 1 min 19 s     |
| 7e | Patrick Konrad     | Autriche         | Bora-Hansgrohe             | + 1 min 40 s     |
| 8e | Sergio Henao       | Colombie         | Team Sky                   | + 1 min 51 s     |
| 9e | Rigoberto Urán     | Colombie         | Cannondale-Drapac          | + 1 min 56 s     |
| 10e | Simon Špilak       | Slovénie         | Katusha-Alpecin            | + 2 min 01 s     |
| 11e | George Bennett     | Nouvelle-Zélande | LottoNL-Jumbo              | + 2 min 12 s     |
| 12e | Michael Woods      | Canada           | Cannondale-Drapac          | + 2 min 16 s     |
| 13e | Emanuel Buchmann   | Allemagne        | Bora-Hansgrohe             | + 2 min 22 s     |
| 14e | Enric Mas          | Espagne          | Quick-Step Floors          | + 2 min 23 s     |
| 15e | Romain Bardet      | France           | AG2R La Mondiale           | + 2 min 24 s     |
| 16e | Warren Barguil     | France           | Team Sunweb                | + 2 min 30 s     |
| 17e | Nicolas Edet       | France           | Cofidis, Solutions Crédits | + 2 min 34 s     |
| 18e | Alexis Vuillermoz  | France           | AG2R La Mondiale           | + 2 min 50 s     |
| 19e | Sam Oomen          | Pays-Bas         | Team Sunweb                | + 2 min 55 s     |
| 20e | Giovanni Visconti  | Italie           | Bahrain-Merida             | + 3 min 11 s     |

## Évolution des classements
| Étape              | Vainqueur          | Classement général | Classement par points | Classement de la montagne | Classement des sprints | Classement par équipes |
| ------------------ | ------------------ | ------------------ | --------------------- | ------------------------- | ---------------------- | ---------------------- |
| 1                  | Michael Matthews   | Michael Matthews   | Michael Matthews      | Yoann Bagot               | Lluís Mas              | Bora-Hansgrohe         |
| 2                  | Michael Albasini   | Michael Matthews   | Michael Matthews      | Yoann Bagot               | Lluís Mas              | Bora-Hansgrohe         |
| 3                  | David de la Cruz   | David de la Cruz   | Michael Matthews      | Alex Howes                | Lluís Mas              | Bora-Hansgrohe         |
| 4                  | Primož Roglič      | David de la Cruz   | Michael Matthews      | Alex Howes                | Jonathan Lastra        | Bahrain-Merida         |
| 5                  | Alejandro Valverde | Alejandro Valverde | Michael Matthews      | Alex Howes                | Lluís Mas              | Bahrain-Merida         |
| 6                  | Primož Roglič      | Alejandro Valverde | Alejandro Valverde    | Alex Howes                | Lluís Mas              | Bahrain-Merida         |
| Classements finals | Classements finals | Alejandro Valverde | Alejandro Valverde    | Alex Howes                | Lluís Mas              | Bahrain-Merida         |

## Liste des participants
- Liste de départ complète

| Légende                             | Légende                                                                                                  | Légende                                 | Légende                                                                                                  |
| ----------------------------------- | --- | --------------------------------------- | --- |
| Num                                 | Dossard de départ porté par le coureur sur ce Tour du Pays basque                                        | Pos                                     | Position finale au classement général                                                                    |
| Leader du classement général        | Indique le vainqueur du classement général                                                               | Leader du classement par points         | Indique le vainqueur du classement par points                                                            |
| Leader du classement de la montagne | Indique le vainqueur du classement de la montagne                                                        | Leader du classement des Metas Volantes | Indique le vainqueur du classement des Metas Volantes                                                    |
|                                     | Indique un maillot de champion national ou mondial, suivi de sa spécialité                               | #                                       | Indique la meilleure équipe                                                                              |
| NP                                  | Indique un coureur qui n'a pas pris le départ d'une étape, suivi du numéro de l'étape où il s'est retiré | AB                                      | Indique un coureur qui n'a pas terminé une étape, suivi du numéro de l'étape où il s'est retiré          |
| HD                                  | Indique un coureur qui a terminé une étape hors des délais, suivi du numéro de l'étape                   | *                                       | Indique un coureur en lice pour le classement du meilleur jeune (coureurs nés après le 1er janvier 1993) |
| DSQ                                 | Indique un coureur qui a été disqualifié de la course, suivi du numéro de l'étape                        |                                         | |

| Trek-Segafredo TFS               | Trek-Segafredo TFS             | Trek-Segafredo TFS |
| -------------------------------- | ------------------------------ | ------------------ |
| Num                              | Coureur                        | Pos                |
| 1                                | Alberto Contador (ESP)         | 2e                 |
| 2                                | Julien Bernard (FRA)           | 122e               |
| 3                                | André Cardoso (POR)            | 49e                |
| 4                                | Laurent Didier (LUX)           | 128e               |
| 5                                | Ruben Guerreiro (POR) *        | NP-3               |
| 6                                | Jesús Hernández Blázquez (ESP) | 78e                |
| 7                                | Markel Irizar (ESP)            | 111e               |
| 8                                | Haimar Zubeldia (ESP)          | 48e                |
| Directeur sportif : Kim Andersen |                                |                    |

| AG2R La Mondiale ALM                 | AG2R La Mondiale ALM     | AG2R La Mondiale ALM |
| ------------------------------------ | ------------------------ | -------------------- |
| Num                                  | Coureur                  | Pos                  |
| 11                                   | Romain Bardet (FRA)      | 15e                  |
| 12                                   | Julien Bérard (FRA)      | 117e                 |
| 13                                   | Mikaël Cherel (FRA)      | 34e                  |
| 14                                   | Clément Chevrier (FRA)   | 84e                  |
| 15                                   | Hubert Dupont (FRA)      | 66e                  |
| 16                                   | Quentin Jauregui (FRA) * | HD-3                 |
| 17                                   | Matteo Montaguti (ITA)   | 91e                  |
| 18                                   | Alexis Vuillermoz (FRA)  | 18e                  |
| Directeur sportif : Artūras Kasputis |                          |                      |

| Astana AST                          | Astana AST                 | Astana AST |
| ----------------------------------- | -------------------------- | ---------- |
| Num                                 | Coureur                    | Pos        |
| 21                                  | Luis León Sánchez (ESP)    |            |
| 22                                  | Peio Bilbao (ESP)          |            |
| 23                                  | Sergey Chernetskiy (RUS)   |            |
| 24                                  | Jakob Fuglsang (DEN)       |            |
| 25                                  | Nikita Stalnov (KAZ)       |            |
| 26                                  | Bakhtiyar Kozhatayev (KAZ) |            |
| 27                                  | Alexey Lutsenko (KAZ)      |            |
| 28                                  | Michael Valgren (DEN)      |            |
| Directeur sportif : Alexandr Shefer |                            |            |

| Bahrain-Merida TBM                   | Bahrain-Merida TBM       | Bahrain-Merida TBM |
| ------------------------------------ | ------------------------ | ------------------ |
| Num                                  | Coureur                  | Pos                |
| 31                                   | Ion Izagirre (ESP) (Clm) |                    |
| 32                                   | Yukiya Arashiro (JPN)    |                    |
| 33                                   | Grega Bole (SLO)         |                    |
| 34                                   | Ondřej Cink (SLO)        |                    |
| 35                                   | Tsgabu Grmay (ETH)       |                    |
| 36                                   | Antonio Nibali (ITA)     |                    |
| 37                                   | Janez Brajkovič (SLO)    |                    |
| 38                                   | Giovanni Visconti (ITA)  |                    |
| Directeur sportif : Philippe Mauduit |                          |                    |

| BMC Racing BMC                    | BMC Racing BMC                  | BMC Racing BMC |
| --------------------------------- | ------------------------------- | -------------- |
| Num                               | Coureur                         | Pos            |
| 41                                | Samuel Sánchez (ESP)            |                |
| 42                                | Damiano Caruso (ITA)            |                |
| 43                                | Alessandro De Marchi (ITA)      |                |
| 44                                | Amaël Moinard (FRA)             |                |
| 45                                | Nicolas Roche (IRL) (Route/Clm) |                |
| 46                                | Dylan Teuns (BEL)               |                |
| 47                                | Loïc Vliegen (BEL) *            | AB-4           |
| 48                                | Danilo Wyss (SUI)               |                |
| Directeur sportif : Yvon Ledanois |                                 |                |

| Bora-Hansgrohe BOH                  | Bora-Hansgrohe BOH        | Bora-Hansgrohe BOH |
| ----------------------------------- | ------------------------- | ------------------ |
| Num                                 | Coureur                   | Pos                |
| 51                                  | Sam Bennett (IRL)         | AB-1               |
| 52                                  | Cesare Benedetti (ITA)    |                    |
| 53                                  | Emanuel Buchmann (GER)    |                    |
| 54                                  | Silvio Herklotz (GER) *   |                    |
| 55                                  | Patrick Konrad (AUT)      |                    |
| 56                                  | Jay McCarthy (AUS)        |                    |
| 57                                  | Gregor Mühlberger (AUT) * |                    |
| 58                                  | Michael Schwarzmann (GER) |                    |
| Directeur sportif : Christian Pömer |                           |                    |

| Caja Rural-Seguros RGA CJR             | Caja Rural-Seguros RGA CJR | Caja Rural-Seguros RGA CJR |
| -------------------------------------- | -------------------------- | -------------------------- |
| Num                                    | Coureur                    | Pos                        |
| 61                                     | Sergio Pardilla (ESP)      |                            |
| 62                                     | Alex Aranburu (ESP) *      |                            |
| 63                                     | Fabricio Ferrari (URU)     |                            |
| 64                                     | Jonathan Lastra (ESP) *    |                            |
| 65                                     | Lluís Mas (ESP)            |                            |
| 66                                     | Rafael Reis (POR)          | AB-5                       |
| 67                                     | Jaime Rosón (ESP) *        |                            |
| 68                                     | Jon Irisarri (ESP) *       |                            |
| Directeur sportif : Eugenio Goikoetxea |                            |                            |

| Cannondale-Drapac CDT               | Cannondale-Drapac CDT   | Cannondale-Drapac CDT |
| ----------------------------------- | ----------------------- | --------------------- |
| Num                                 | Coureur                 | Pos                   |
| 71                                  | Rigoberto Urán (COL)    |                       |
| 72                                  | Nathan Brown (USA)      |                       |
| 73                                  | Simon Clarke (AUS)      |                       |
| 74                                  | Michael Woods (CAN)     |                       |
| 75                                  | Alex Howes (USA)        |                       |
| 76                                  | Toms Skujiņš (LAT)      |                       |
| 77                                  | Tom-Jelte Slagter (NED) |                       |
| 78                                  | Andrew Talansky (USA)   | NP-3                  |
| Directeur sportif : Christian Pömer |                         |                       |

| Cofidis COF                     | Cofidis COF                | Cofidis COF |
| ------------------------------- | -------------------------- | ----------- |
| Num                             | Coureur                    | Pos         |
| 81                              | Daniel Navarro (ESP)       | AB-4        |
| 82                              | Yoann Bagot (FRA)          |             |
| 83                              | Guillaume Bonnafond (FRA)  |             |
| 84                              | Mathias Le Turnier (FRA) * |             |
| 85                              | Nicolas Edet (FRA)         |             |
| 86                              | Luis Ángel Maté (ESP)      |             |
| 87                              | Anthony Perez (FRA)        |             |
| 88                              | Stéphane Rossetto (FRA)    |             |
| Directeur sportif : Didier Rous |                            |             |

| FDJ                                 | FDJ                          | FDJ |
| ----------------------------------- | ---------------------------- | --- |
| Num                                 | Coureur                      | Pos |
| 91                                  | Rudy Molard (FRA)            |     |
| 92                                  | Arnaud Courteille (FRA)      |     |
| 93                                  | Odd Christian Eiking (NOR) * |     |
| 94                                  | Cédric Pineau (FRA)          |     |
| 95                                  | Anthony Roux (FRA)           |     |
| 96                                  | Jérémy Roy (FRA)             |     |
| 97                                  | Benoît Vaugrenard (FRA)      |     |
| 98                                  | Léo Vincent (FRA) *          |     |
| Directeur sportif : Jussi Veikkanen |                              |     |

| Lotto-Soudal LTS                | Lotto-Soudal LTS         | Lotto-Soudal LTS |
| ------------------------------- | ------------------------ | ---------------- |
| Num                             | Coureur                  | Pos              |
| 101                             | Tim Wellens (BEL)        | AB-5             |
| 102                             | Sean De Bie (BEL)        | AB-5             |
| 103                             | Sander Armée (BEL)       |                  |
| 104                             | Maxime Monfort (BEL)     |                  |
| 105                             | Rafael Valls (ESP)       | AB-4             |
| 106                             | Tosh Van der Sande (BEL) |                  |
| 107                             | Jelle Vanendert (BEL)    |                  |
| 108                             | Louis Vervaeke (BEL) *   | AB-4             |
| Directeur sportif : Mario Aerts |                          |                  |

| Movistar MOV                            | Movistar MOV                  | Movistar MOV |
| --------------------------------------- | ----------------------------- | ------------ |
| Num                                     | Coureur                       | Pos          |
| 111                                     | Alejandro Valverde (ESP)      |              |
| 112                                     | Víctor de la Parte (ESP)      |              |
| 113                                     | Rubén Fernández Andújar (ESP) |              |
| 114                                     | Gorka Izagirre (ESP)          |              |
| 115                                     | Antonio Pedrero (ESP)         | AB-5         |
| 116                                     | José Herrada (ESP)            | AB-4         |
| 117                                     | Daniel Moreno (ESP)           |              |
| 118                                     | Rory Sutherland (AUS)         |              |
| Directeur sportif : José Luis Jaimerena |                               |              |

| Orica-Scott ORS                   | Orica-Scott ORS               | Orica-Scott ORS |
| --------------------------------- | ----------------------------- | --------------- |
| Num                               | Coureur                       | Pos             |
| 121                               | Simon Yates (GBR)             |                 |
| 122                               | Michael Albasini (SUI)        |                 |
| 123                               | Robert Power (AUS) *          |                 |
| 124                               | Simon Gerrans (AUS)           | AB-5            |
| 125                               | Jack Haig (AUS) *             |                 |
| 126                               | Roman Kreuziger (CZE) (Route) |                 |
| 127                               | Rubén Plaza (ESP)             |                 |
| 128                               | Carlos Verona (ESP)           |                 |
| Directeur sportif : Neil Stephens |                               |                 |

| Quick-Step Floors QST              | Quick-Step Floors QST     | Quick-Step Floors QST |
| ---------------------------------- | ------------------------- | --------------------- |
| Num                                | Coureur                   | Pos                   |
| 131                                | Julian Alaphilippe (FRA)  | AB-5                  |
| 132                                | Gianluca Brambilla (ITA)  |                       |
| 133                                | Eros Capecchi (ITA)       |                       |
| 134                                | David de la Cruz (ESP)    |                       |
| 135                                | Dries Devenyns (BEL)      |                       |
| 136                                | Enric Mas (ESP) *         |                       |
| 137                                | Martin Velits (SVK)       | AB-5                  |
| 138                                | Maximiliano Richeze (ARG) | AB-5                  |
| Directeur sportif : Davide Bramati |                           |                       |

| Dimension Data DDD                 | Dimension Data DDD            | Dimension Data DDD |
| ---------------------------------- | ----------------------------- | ------------------ |
| Num                                | Coureur                       | Pos                |
| 141                                | Steve Cummings (GBR)          | AB-4               |
| 142                                | Igor Antón (ESP)              |                    |
| 143                                | Omar Fraile (ESP)             |                    |
| 144                                | Benjamin King (USA)           |                    |
| 145                                | Merhawi Kudus (ERI) *         |                    |
| 146                                | Lachlan Morton (AUS)          | AB-5               |
| 147                                | Adrien Niyonshuti (RWA) (Clm) | AB-5               |
| 148                                | Serge Pauwels (BEL)           |                    |
| Directeur sportif : Alex Sans Vega |                               |                    |

| Katusha-Alpecin KAT               | Katusha-Alpecin KAT       | Katusha-Alpecin KAT |
| --------------------------------- | ------------------------- | ------------------- |
| Num                               | Coureur                   | Pos                 |
| 151                               | Simon Špilak (SLO)        |                     |
| 152                               | Maxim Belkov (RUS)        |                     |
| 153                               | Robert Kišerlovski (CRO)  |                     |
| 154                               | Maurits Lammertink (NED)  |                     |
| 155                               | Tiago Machado (POR)       |                     |
| 156                               | Matvey Mamykin (RUS) *    |                     |
| 157                               | Jhonatan Restrepo (COL) * | AB-5                |
| 158                               | Ángel Vicioso (ESP)       |                     |
| Directeur sportif : Claudio Cozzi |                           |                     |

| Lotto NL-Jumbo TLJ                | Lotto NL-Jumbo TLJ        | Lotto NL-Jumbo TLJ |
| --------------------------------- | ------------------------- | ------------------ |
| Num                               | Coureur                   | Pos                |
| 161                               | Primož Roglič (SLO) (Clm) |                    |
| 162                               | Enrico Battaglin (ITA)    |                    |
| 163                               | George Bennett (NZL)      |                    |
| 164                               | Floris De Tier (BEL)      |                    |
| 165                               | Bert-Jan Lindeman (NED)   |                    |
| 166                               | Juan José Lobato (ESP)    |                    |
| 167                               | Paul Martens (GER)        |                    |
| 168                               | Antwan Tolhoek (NED) *    |                    |
| Directeur sportif : Frans Maassen |                           |                    |

| Sky SKY                           | Sky SKY                    | Sky SKY |
| --------------------------------- | -------------------------- | ------- |
| Num                               | Coureur                    | Pos     |
| 171                               | Sergio Henao (COL) (Route) |         |
| 172                               | David López García (ESP)   |         |
| 173                               | Tao Geoghegan Hart (GBR) * |         |
| 174                               | Michał Gołaś (POL)         |         |
| 175                               | Sebastián Henao (COL) *    |         |
| 176                               | Vasil Kiryienka (BLR)      |         |
| 177                               | Michał Kwiatkowski (POL)   |         |
| 178                               | Mikel Nieve (ESP)          |         |
| Directeur sportif : Gabriel Rasch |                            |         |

| Sunweb SUN                          | Sunweb SUN                | Sunweb SUN |
| ----------------------------------- | ------------------------- | ---------- |
| Num                                 | Coureur                   | Pos        |
| 181                                 | Warren Barguil (FRA)      |            |
| 182                                 | Johannes Fröhlinger (GER) |            |
| 183                                 | Simon Geschke (GER)       |            |
| 184                                 | Chris Hamilton (AUS) *    |            |
| 185                                 | Georg Preidler (AUT)      |            |
| 186                                 | Michael Matthews (AUS)    |            |
| 187                                 | Sam Oomen (NED) *         |            |
| 188                                 | Laurens ten Dam (NED)     |            |
| Directeur sportif : Morten Bennekou |                           |            |

| UAE Emirates UAD                  | UAE Emirates UAD        | UAE Emirates UAD |
| --------------------------------- | ----------------------- | ---------------- |
| Num                               | Coureur                 | Pos              |
| 191                               | Diego Ulissi (ITA)      |                  |
| 192                               | Darwin Atapuma (COL)    | AB-4             |
| 193                               | Louis Meintjes (RSA)    |                  |
| 194                               | Matej Mohorič (SLO) *   |                  |
| 195                               | Manuele Mori (ITA)      |                  |
| 196                               | Valerio Conti (ITA) *   |                  |
| 197                               | Kristijan Đurasek (CRO) |                  |
| 198                               | Ben Swift (GBR)         |                  |
| Directeur sportif : Orlando Maini |                         |                  |